# جاشوا وایندر
جاشوا وایندر (انگلیسی: Joshua Wynder؛ زادهٔ ۲ مهٔ ۲۰۰۵) بازیکن فوتبال اهل ایالات متحده آمریکا است.
وی همچنین در تیم‌های ملی فوتبال زیر ۱۹ و زیر ۲۰ سال ایالات متحده آمریکا بازی کرده است.